# 黑山签证政策
访问蒙特內哥羅需要获得一个签证，黑山向部分国家提供免签证政策。当需要申请黑山签证时，如果申请者所在当地没有黑山外交代表机构，则可以向塞尔维亚、保加利亚或克罗地亚的外交机构申请。进入黑山的旅客需要持有有效期六个月以上的护照。

## 签证地图

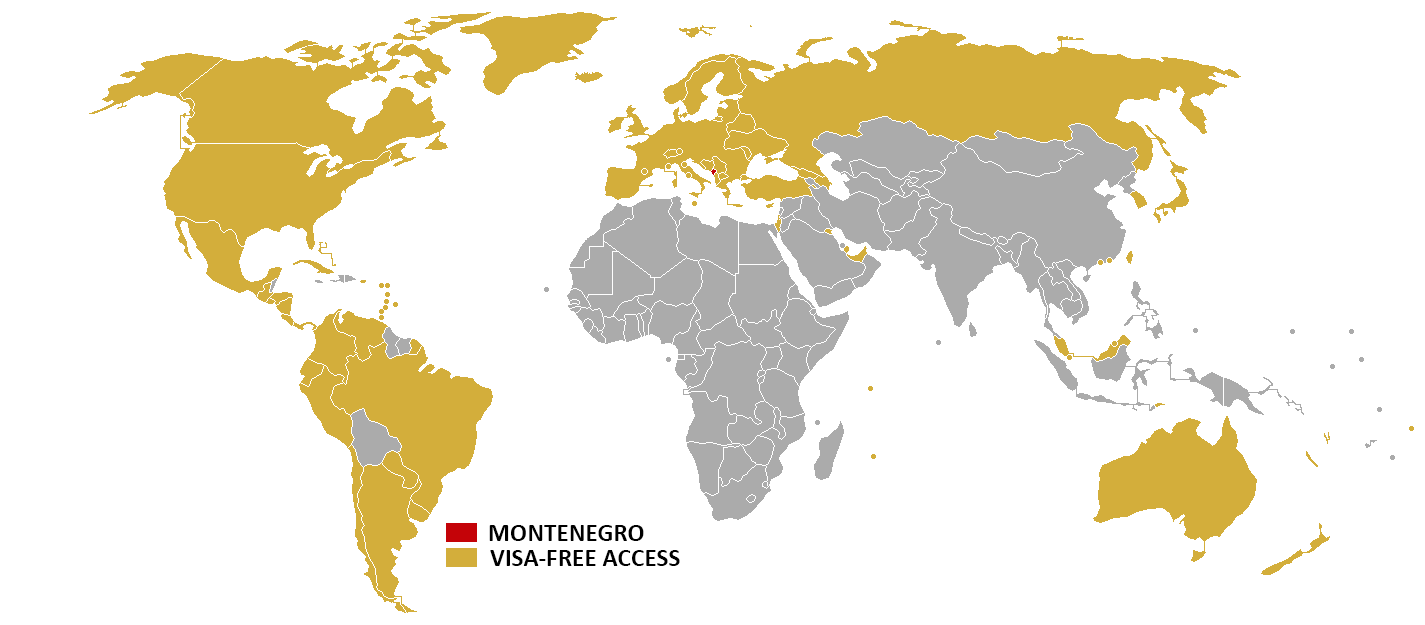
黑山签证政策
黑山
免签证

## 免签证
以下国家或地区的公民可以获得90天免签证待遇。

### 普通护照
持有以下国家或地区护照的公民可以每180天内停留最长90天无需签证（除另有注明）：
| - 所有欧盟公民 2 \| - 阿尔巴尼亚 3 - 安道尔 - 安地卡及巴布達 - 阿根廷 - 巴哈马 - 白俄羅斯 （30天） - 3 - 巴西 - 加拿大 - 智利 - 哥伦比亚 - 古巴 （30天） - 多米尼克 - （30天） - 薩爾瓦多 - 格瑞那達 \| - 香港 - 冰島 - 以色列 - 日本 - 科索沃 （30天） 2 - 科威特 - 列支敦斯登 2 - 澳門 - 马来西亚 - 模里西斯 - 墨西哥 - 摩尔多瓦 - 摩納哥 2 - 新西兰 - 尼加拉瓜 - 北馬其頓 3 - 挪威 2 - 巴拿马 - 巴拉圭 - 秘魯 （30天） - 俄羅斯 （30天） \| - 萨摩亚 - 圣基茨和尼维斯 - 圣卢西亚 - 圣马力诺 2 - 塞爾維亞 2 - 塞舌尔 - 新加坡 - 瑞士 2 - 臺灣 4 - 东帝汶 - 千里達及托巴哥 - 土耳其 - 乌克兰 - 阿联酋 - 英国 1 - 美国 - 乌拉圭 - 梵蒂冈 - 委內瑞拉 \| \| | | |  |
| - 阿尔巴尼亚 3 - 安道尔 - 安地卡及巴布達 - 阿根廷 - 巴哈马 - 白俄羅斯 （30天） - 3 - 巴西 - 加拿大 - 智利 - 哥伦比亚 - 古巴 （30天） - 多米尼克 - （30天） - 薩爾瓦多 - 格瑞那達 | - 香港 - 冰島 - 以色列 - 日本 - 科索沃 （30天） 2 - 科威特 - 列支敦斯登 2 - 澳門 - 马来西亚 - 模里西斯 - 墨西哥 - 摩尔多瓦 - 摩納哥 2 - 新西兰 - 尼加拉瓜 - 北馬其頓 3 - 挪威 2 - 巴拿马 - 巴拉圭 - 秘魯 （30天） - 俄羅斯 （30天） | - 萨摩亚 - 圣基茨和尼维斯 - 圣卢西亚 - 圣马力诺 2 - 塞爾維亞 2 - 塞舌尔 - 新加坡 - 瑞士 2 - 臺灣 4 - 东帝汶 - 千里達及托巴哥 - 土耳其 - 乌克兰 - 阿联酋 - 英国 1 - 美国 - 乌拉圭 - 梵蒂冈 - 委內瑞拉 |  |

1 - 包括持有英國國民（海外）或英國海外領土公民护照的百慕大居民。

2 - 可以使用身份证（包括爱尔兰护照卡）入境并停留30天。

3 - 可以使用带有生物识别的身份证入境并停留30天。

4 - 护照需包括身份证号码。

### 外交和公务护照
持有以下国家外交护照者免签证：
| - 埃及 - 辛巴威 |

持有以下国家外交或公务护照者免签证：
| - 亞美尼亞 - 中國 - 几内亚 - 印度尼西亞 - 伊朗 - 蒙古国 | - 摩洛哥 - 巴基斯坦 - 泰國 - 越南 |  |

### 第三国旅行文件
持有有效的第三国（申根区、澳大利亚、保加利亚、克罗地亚、日本、加拿大、新西兰、爱尔兰、罗马尼亚、美国、英国）签证或居留许可证明者和持有亞太經濟合作组织签发的APEC商务旅行卡，可以进入或过境黑山无需签证，停留最长30天，如果签证或居留许可的有效期不足30天，则停留时长不超过签证有效期。
持有阿联酋签证或居留许可者可以进入或过境黑山无需签证，在确定行程的情况下停留最长10天。
持有澳大利亚、加拿大、冰岛、日本、新西兰、挪威、瑞士、美国或欧盟成员国签发的难民旅行证件的难民可以免签证进入黑山最长30天。